# Salem (condado de Carroll, Illinois)
Salem é um dos doze distritos de Carroll County, Illinois, Estados Unidos. De acordo com o censo de 2010, sua população era de 348 pessoas e possuía 169 unidades habitacionais.

## Geografia
De acordo com o censo de 2010, a cidade tem uma área total de 35.57 sq mi (92.1 km2), dos quais 35.56 sq mi (92.1 km2) é terra e 0.01 sq mi (0.026 km2) é água.